# Carl Helmuth von Lepel
Carl Helmuth von Lepel (22. juli 1742 – marts 1814) var en tysk-dansk officer.
Han var søn af major ved Grenaderkorpset Hans Adolph Lepel (1697-1770) til Radegast og Augusta Caroline f. Plessen, var 1762 fændrik reformé i Livgarden til Fods og blev 1763 sekondløjtnant, 1764 premierløjtnant i Danske Livregiment, hvorfra han 1765 blev forsat til Livgarden. 1766 udnævntes den for god tjeneste vel anbefalede Lepel til kaptajn i infanteriet, og han var nu i flere år ude af tjenesten her hjemme, først med orlov til den fædrene hjemstavn, Mecklenburg, dernæst, fra 1769, for på russisk side at deltage i kampene mod polakker og tyrker.
1771 vendte han tilbage og blev ansat ved Kronprinsens Regiment, hvor han 1774 forfremmedes til major og 1777 naturaliseredes som dansk adelsmand. 1783 blev han forsat til Slesvigske Infanteriregiment, 1790 som oberstløjtnant (med anciennitet fra 1788) til Dronningens Livregiment, 1793 som oberst til 3. Jyske Infanteriregiment, 1798 som chef til Prins Frederiks Regiment, 1802 som generalmajor og chef til 1. Jyske Infanteriregiment. 1805 under troppekoncentrationen til Holsten kommanderede Lepel brigade i 3. division. Under revuen det følgende år for kronprinsen viste regimentet sig som det sletteste; Lepel fik en reprimande og efter ansøgning afsked som regimentschef. Han fik dog ventepenge og forblev stående i Armeens detail som generalmajor, og afskedsansøgningen skyldes måske lige så meget den omstændighed, at Lepel året i forvejen ved broderens, kammerherre Friedrich Dietrich Joachim von Lepels, død havde arvet dennes talrige godser, Dobbin, Hutten m.fl., i Mecklenburg. Lepel døde i marts 1814.